# Hello Katy Tour
Tournées par Katy Perry
California Dreams Tour
(2011–12)
Le Hello Katy Tour est la première tournée mondiale de la chanteuse pop Américaine Katy Perry qui promut son premier album studio, One of the Boys. La tournée passa par l'Amérique du Nord, l'Europe, l'Asie et l'Australie.

## Développement
Après avoir achevé ses concerts du Warped Tour 2008, Perry annonça la tournée en novembre 2008, juste après la cérémonie des MTV Europe Music Awards 2008, qu'elle présenta .

## Premières Parties
- 3OH!3 (Europe - Dates sélectionnées)
- Bedük (Istanbul)
- Sliimy (Royaume-Uni)
- The Daylights (États-Unis)

## Dates
| Date             | Ville              | Pays        | Lieu                            |
| ---------------- | ------------------ | ----------- | ------------------------------- |
| Amérique du Nord |                    |             |                                 |
| 24 janvier 2009  | Seattle            | États-Unis  | Showbox                         |
| 25 janvier 2009  | Vancouver          | Canada      | The Commodore                   |
| 26 janvier 2009  | Portland           | États-Unis  | Crystam Ballroom                |
| 28 janvier 2009  | San Francisco      | États-Unis  | The Fillmore                    |
| 29 janvier 2009  | Sacramento         | États-Unis  | The Empire                      |
| 31 janvier 2009  | Los Angeles        | États-Unis  | The Wiltern                     |
| 2 février 2009   | Tucson             | États-Unis  | University of Arizona Tucson    |
| 3 février 2009   | Tempe              | États-Unis  | Marquee Theatre                 |
| 5 février 2009   | San Diego          | États-Unis  | House of Blues                  |
| 10 février 2009  | Salt Lake City     | États-Unis  | In the Venue                    |
| Europe           |                    |             |                                 |
| 20 février 2009  | Hanovre            | Allemagne   | The Dome                        |
| 22 février 2009  | Stockholm          | Suède       | Nalen                           |
| 23 février 2009  | Copenhague         | Danemark    | Vega Musikkenshus               |
| 25 février 2009  | Manchester         | Royaume-Uni | Academy                         |
| 26 février 2009  | Londres            | Royaume-Uni | KoKo                            |
| 27 février 2009  | Londres            | Royaume-Uni | KoKo                            |
| 1er mars 2009    | Amsterdam          | Pays-Bas    | Melkweg                         |
| 2 mars 2009      | Paris              | France      | Élysée Montmartre               |
| 4 mars 2009      | Munich             | Allemagne   | Theatre Fabrik                  |
| 5 mars 2009      | Francfort          | Allemagne   | Hugenottenhalle                 |
| 6 mars 2009      | Hambourg           | Allemagne   | Grosse Freiheit                 |
| 7 mars 2009      | Bruxelles          | Belgique    | Ancienne Belgique               |
| Amérique du Nord |                    |             |                                 |
| 23 mars 2009     | Kansas City        | États-Unis  | The Beaumont                    |
| 24 mars 2009     | Minneapolis        | États-Unis  | First Avenue                    |
| 26 mars 2009     | Chicago            | États-Unis  | House of Blues                  |
| 27 mars 2009     | Détroit            | États-Unis  | Clutch Cargos                   |
| 28 mars 2009     | Cleveland          | États-Unis  | Cambridge Room @ House of Blues |
| 30 mars 2009     | Toronto            | Canada      | Kool Haus                       |
| 31 mars 2009     | Montréal           | Canada      | Metropolis                      |
| 1er avril 2009   | Boston             | États-Unis  | House of Blues                  |
| 3 avril 2009     | Palm Springs       | États-Unis  | Palm Springs Convention Center  |
| 5 avril 2009     | Philadelphie       | États-Unis  | Theatre of Living Arts          |
| 6 avril 2009     | New York           | États-Unis  | The Filmore @ Irving Plaza      |
| 7 avril 2009     | New York           | États-Unis  | The Filmore @ Irving Plaza      |
| 8 avril 2009     | New York           | États-Unis  | The Filmore @ Irving Plaza      |
| 10 avril 2009    | Washington         | États-Unis  | 9:30 Club                       |
| 11 avril 2009    | North Myrtle Beach | États-Unis  | House of Blues                  |
| 14 avril 2009    | Nashville          | États-Unis  | The Cannery                     |
| 15 avril 2009    | Atlanta            | États-Unis  | Center Stage                    |
| 28 avril 2009    | Saint-Pétersbourg  | États-Unis  | Jannus Landing                  |
| 29 avril 2009    | Fort Lauderdale    | États-Unis  | Revolution                      |
| 1er mai 2009     | Memphis            | États-Unis  | Beale Street Music Festival     |
| 11 mai 2009      | Houston            | États-Unis  | House of Blues                  |
| 12 mai 2009      | Dallas             | États-Unis  | House of Blues                  |
| Japon            |                    |             |                                 |
| 25 mai 2009      | Osaka              | Japon       | Club Quattro                    |
| 26 mai 2009      | Nagoya             | Japon       | Nagoya Club Quattro             |
| 28 mai 2009      | Tokyo              | Japon       | Shibuya Duo                     |
| 29 mai 2009      | Tokyo              | Japon       | Shibuya Duo                     |
| Europe           |                    |             |                                 |
| 1er juin 2009    | Landgraaf          | Pays-Bas    | Pinkpop Festival                |
| 9 juin 2009      | Londres            | Royaume-Uni | Shepherd's Bush Empire          |
| 10 juin 2009     | Londres            | Royaume-Uni | Shepherd's Bush Empire          |
| 13 juin 2009     | Crans-près-Céligny | Suisse      | Caribana Festival               |
| 14 juin 2009     | Zurich             | Suisse      | Volkshaus                       |
| 16 juin 2009     | Paris              | France      | Olympia                         |
| 17 juin 2009     | Lyon-Villeurbanne  | France      | Le Transbordeur                 |
| 19 juin 2009     | Scheeßel           | Allemagne   | Southside Festival              |
| 20 juin 2009     | Cologne            | Allemagne   | Palladium                       |
| 21 juin 2009     | Tuttlingen         | Allemagne   | Hurricane Festival              |
| 23 juin 2009     | Milan              | Italie      | Idropark                        |
| 25 juin 2009     | Barcelone          | Espagne     | Palau Sant Jordi                |
| 26 juin 2009     | Madrid             | Espagne     | Madrid U18 Festival             |
| 28 juin 2009     | Lisbonne           | Portugal    | Campo Pequeno                   |
| 2 juillet 2009   | Nibe               | Danemark    | Nibe Festival                   |
| 4 juillet 2009   | Werchter           | Belgique    | Rock Werchter Festival          |
| 5 juillet 2009   | Arras              | France      | Main Square Festival            |
| 6 juillet 2009   | Esch-sur-Alzette   | Luxembourg  | Rockhal                         |
| 9 juillet 2009   | Istanbul           | Turquie     | True Blue Fenerbahçe            |
| 11 juillet 2009  | Co. Kildare        | Irlande     | Oxegen Festival                 |
| Amérique du Nord |                    |             |                                 |
| 25 juillet 2009  | Boston             | États-Unis  | Agganis Arena                   |
| 26 juillet 2009  | Toronto            | Canada      | Molson Amphitheatre             |
| 28 juillet 2009  | New York           | États-Unis  | Hammerstein Ballroom            |
| 2 août 2009      | Houston            | États-Unis  | House of Blues                  |
| 4 août 2009      | Irvine             | États-Unis  | Verizon Wireless Amphitheatre   |
| Australie        |                    |             |                                 |
| 12 août 2009     | Brisbane           | Australie   | The Tivoli                      |
| 14 août 2009     | Melbourne          | Australie   | Forum                           |
| 17 août 2009     | Sydney             | Australie   | Enmore Theatre                  |
| 18 août 2009     | Sydney             | Australie   | Enmore Theatre                  |
| Europe           |                    |             |                                 |
| 21 août 2009     | Glasgow            | Royaume-Uni | Barrowland Ballroom             |
| 22 août 2009     | Staffordshire      | Royaume-Uni | V Festival                      |
| 23 août 2009     | Chelmsford         | Royaume-Uni | V Festival                      |
| 25 août 2009     | Birmingham         | Royaume-Uni | Carling Academy Birmingham      |
| 26 août 2009     | Newcastle          | Royaume-Uni | Carling Academy Newcastle       |
| Amérique du Nord |                    |             |                                 |
| 30 août 2009     | Santa Barbara      | États-Unis  | Santa Barbara Bowl              |
| 4 septembre 2009 | Salem              | États-Unis  | Oregon State Fair               |
| 5 septembre 2009 | Seattle            | États-Unis  | Bumbershoot Festival            |